# Kaas und Kappes
Kaas und Kappes ist ein niederländisch-deutsches Kinder- und Jugendtheaterfestival.
Veranstalter sind die Stadt Duisburg und das Duisburger ReibeKuchenTheater.
Die Stadt Duisburg verleiht außerdem im Rahmen des Festivals den mit 7.500 Euro dotierten Niederländisch-Deutschen Autorenpreis für Kinder- und Jugendtheater. Das Festival findet seit 1999 in Duisburg statt.

## Historie
Der Autorenwettbewerb wurde anfangs sowohl in den Niederlanden als auch in Deutschland ausgeschrieben. Für die Niederlande war er der erste Kinder- und Jugenddramatikerpreis überhaupt. Die Jury ist zweisprachig besetzt. In der ersten Jury des Jahres 1999 saßen der niederländische Jugendbuchautor Lutz van Dijk, der Duisburger Theatermacher Uwe Frisch, der ZDF-Kinderprogrammredakteur Jörg von den Steinen sowie die niederländische Dramatikerin Suzanne van Lohuizen.
Inzwischen ist die Beteiligung der Einsender auf 5 Länder ausdehnt worden: Deutschland, Niederlande, Belgien, Österreich und die Schweiz.
Der Name des Theaterpreises bezieht sich auf das niederländische Wort für Käse („Kaas“) und das am Niederrhein gebräuchliche Wort für Kohl („Kappes“).

## Preisträger des 20. Niederländisch-Deutschen Kinder- und Jugenddramatikerpreises 2018
Das 20. Festival fand vom 21. – 25. Februar 2018 in Duisburg statt.
Eingereicht wurden 105 Stücke. Mit dem Preis von € 7.500 für das beste Stück wurden zu gleichen Teilen ausgezeichnet:
- Helwig Arenz (D) für das Stück „Caligula und das Mädchen auf der Treppe“.
- Christina Kettering (D) für das Stück „Keine Lieder“
- Christian Schönfelder (D) für das Stück „Bergkristall“ (nach Adalbert Stifter).

## Preisträger des 19. Niederländisch-Deutschen Kinder- und Jugenddramatikerpreises 2017
Von den 102 Texten, die aus sechs Ländern stammten, wurden zu gleichen Teilen mit dem Preisgeld ausgezeichnet:
- Joachim Robbrecht (NL) für das Stück Bromance, einer Tragikomödie über aufblühende Liebe.
- Raoul Biltgen (A) für das Stück Robinson – meine Insel gehört mir, handelnd von Angstdenken in Bezug auf das Fremde.

## Preisträger des 13. Niederländisch-Deutschen Kinder- und Jugenddramatikerpreises 2011
Das 13. Festival fand vom 24. Februar bis zum 27. Februar 2011 statt.
Eingereicht wurden 85 Stücke. Mit Preisen wurden ausgezeichnet:
- 1. Preis: Theo Fransz (NL) für das Stück „Voor eeuwig en honderdmiljoen dagen“ (Für ewig und hundert Millionen Tage).
- 2. Preis: Daniel Ableev und Christian Kellner (D) für das Stück „d’Arquette“.
- 3. Preise: Charlotte Luise Fechner (D) für das Stück „Schneeschuhhasen im Glas“ / Daniela Dröscher (D) für das Stück „Als wäre ich Papier“